# Yrjö Nurmio

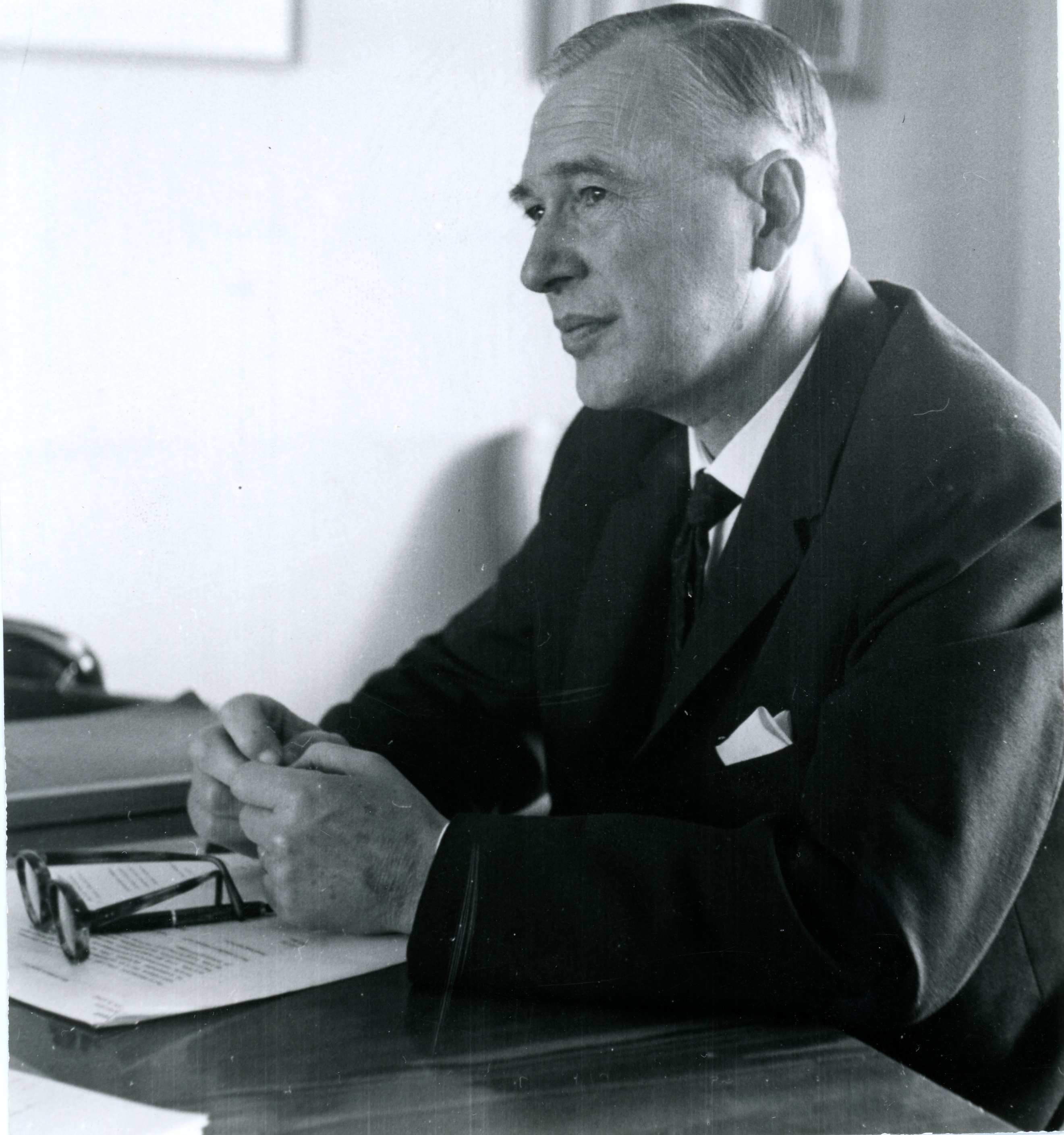
Yrjö Nurmio år 1967.

Yrjö Fredrik Nurmio, född den 29 april 1901 i Reso, död den 15 juni 1983 i Helsingfors, finländsk riksarkivarie 1949–67 och tf. professor i historia under vårterminen 1949. Han fick professors namn år 1949. Han är bror till Heikki Nurmio.
Under Nurmios tid som riksarkivarie genomgick arkivväsendet stora förändringar, bl.a. inleddes mikrofilmningen av dokument. 
I sin historiska forskningsgärning har Yrjö Nurmio främst behandlat Finlands censurförhållanden och finska språkets ställning under den ryska tiden. Censurförordningen av 1850, i vilken man förbjöd utgivande av annan litteratur än andlig och ekonomisk, innebar att man till folket inte fick sprida samhällskritisk romanlitteratur eller vänstersinnad politisk litteratur. 1947 ägnade Nurmio en hel bok åt frågan om förordningen hade framdanats av finska, eller uteslutande av ryskfödda tjänstemän.
Matti Klinge riktar uppmärksamhet på att man endast behandlat frågan ur ett snävt finsknationell synvinkel utan att koppla den till den allmänna europeiska situationen och till Rysslands allmänna position. 
Nurmio har även behandlat relationerna mellan Finland och Tyskland 1917–1918 (Suomen itsenäistyminen ja Saksa, 1957).